# Serjania noxia
Serjania noxia är en kinesträdsväxtart som beskrevs av Jacques Cambessèdes. Serjania noxia ingår i släktet Serjania och familjen kinesträdsväxter. Inga underarter finns listade i Catalogue of Life.